# Панейко, Василий Лукич
Василий Лукич Панейко (1883—1956) — украинский писатель и журналист, редактор газеты «Діло» (1912—1918).

## Биография
Родился в 1883. В 1907 окончил правовой факультет  Львовского университета. Активно участвовал в украинском национально-освободительном движении.
С 1907 сотрудник газеты «Діло», в 1908—1912 участвовал в издании «Литературно-научного вестника», в 1912—1918 главный редактор газеты «Діло» и одновременно в 1914—1915 главный редактор «Ukrainische Korrespondenz» («Украинский корреспондент» — еженедельник  Главной украинской рады). С 5 мая 1915 член  Всеобщей украинской рады.
11 ноября 1918 — назначен госсекретарём иностранных дел ЗУНР. Свою деятельность на данной должность направил на обеспечение признания суверенитета и территориальной целостности ЗУНР и осуждения польской агрессии.
По инициативе Панейко, в Киеве (в 1919),  Праге (18 декабря 1918),  Вене и Будапеште, были открыты посольства ЗУНР.
После подписания  Рижского мира между РСФСР, УССР и  Польшей, выступал за создание новой восточно-европейской федерации, в которой Украина и Галичина были бы в союзе с демократической Россией.
Работал парижским корреспондентом газеты «Діло», в 1925 вернулся во Львов и редактировал газету Политика, но в следующем году опять переехал в Париж. Вскоре отошел от политики в 1945 эмигрировал в Нью-Йорк, а в 1955 переехал в Каракас.
Скончался 29 мая 1956.